# Карпатський лещетарський клуб
Карпатський лещетарський клуб (КЛК)  — спортивне товариство. Заснований 1924 у місті Львів для розвитку лижного спорту (галиц. діал. лещета — лижі).

## Історія

### Заснування
Перші лижні секції виникли у 1909 році в товаристві «Сокіл», проте їх поширення загальмувала Перша світова війна. 
Поштовхом до подальшого активного розвитку зимових видів спорту стала Перша зимова Олімпіада в Шамоні на початку 1924 року.
Точна дата заснування КЛК дискутується і вимагає додаткових досліджень. 
Одне з джерел подає таку інформацію: «11 жовтня 1924 року в домівці товариства «Сокола-Батька» відбулись загальні збори прихильників зимових видів спорту (30 делегатів), які й проголосили створення «Карпатський лещетарський клуб» (КЛК) на чолі з Левом Шепаровичем (1887—1941). До засновників також входили Роман Шухевич та брат його Юрій. Емблему клубу виготовив Роберт Лісовський, гімн написав Роман Купчинський.»
Натомість Ольга Кузьмович в Альманасі КЛК 1924-1984 (Нью-Йорк 1989 р.) пише:  «Це була субота 8-го листопада 1924 року, як в домівці спортового товариства "Сокіл-Батько" у Львові при вулиці Руській 20 зібралися вперше ентузіясти лещетарського спорту, які тоді належали до львівського клюбу лещетарів п.н. "Чорногора" щоби створити окрему організацію зі статутом, управою і поважною діяльністю. Поміж тими ентузіястами був професор руханки С. Гайдучок…Загальні збори нової організації відбулися вперше 9-го грудня 1924 року і на них також відчитано та прийнято статут. Перша управа КЛК складалася із інж. Лева Шепаровича - голови, Зенона Русина -заступника голови, Володимира Рожанковського - секретаря, Зеновії Копертинської - скарбника, Івана Мрица - господаря і Романа Говиковича - справника. Мировим суддею був вибраний д-р Кость Панківський, пресовим референтом - В. Решетилович, а до контрольної комісії увійшли: інж. Омелян Шепарович, проф. Ірина Лежогубська і проф. Степан Гайдучок.»
А на офіційному сайті КЛК США знаходимо: «Існування КЛК бере свій початок з початку 1920-х років. 12 вересня 1924 року відбулися перші в історії КЛК вибори.»
Спочатку КЛК культивував всі види спорту (теніс, плавання, гірський туризм, легка атлетика, тощо), згодом лише лижні (біг, стрибки, спуск).
У 1927 році було організовано перші масові змагання, а на Запорізьких Ігрищах 1935 року члени КЛК здобули призові місця в усіх видах змагань.
За першої окупації Львова  радянською владою у вересні 1939 року діяльність КЛК була призупинена. А при повторному поверненню до Львова окупаційних радянських військ у 1944 р. діяльність КЛК на території України була припинена.

### Еміграція
Карпатський Лещетарський клуб продовжив діяльність у Німеччині починаючи з 1945 року. КЛК був єдиним спортивним куточком на еміграції, що діяв без опору на табір. Умови праці були важкі, але клуб досягав певних успіхів. У 1947 році були організовані перші лижні змагання у Берхтесгадені, де члени КЛК були провідниками.
Третій період існування КЛК почався у 1950-х роках В США. Розвиток лижного спорту зумовив пластовий курінь «Бурлаки», що з 1953 року організовував міжклубові змагання на горі Уайт-Фейс у штаті Нью-Йорк (хребет Адірондак), які проводились щорічно до відновлення КЛК.
Починаючи з 1956 року, КЛК-Нью-Йорк організовував лижні змагання в рамках УСЦАКу як краєві змагання, які не включали норвезьких конкуренцій (стрибки та плоский біг), натомість — запроваджено альпійський комбінований заїзд. КЛК-Нью-Йорк заснував філії в інших містах Америки та Канаді: у 1957 році у Торонто (Богдан Яців), у 1962 році у Баффало (Євген Стецьків) та у 1964 році у Клівленді (Мирослав Орловський).

### Відновлення в Україні
22.09.1989 р. ініціативна група у складі 14 осіб скликала Установчі збори КЛК . За основу установчого документу було взято віднайдений в родині Рожанківських статут КЛК 1935 року. Учасниками цих зборів і відповідно засновниками відновленого КЛК стало 68 лещетарів, більшість з яких були недавніми випускниками львівських вишів. Головою відновленого КЛК в Україні обрано архітектора Ореста Антонюка. Головою КЛК-Україна обрано архітектора Ореста Антонюка. Наступного року КЛК-Львів дізнається про існування в США автономного КЛК Америки.
13 квітня 1995 офіційно реєструється товариство «Карпатський лещетарський клуб». Директором його на 2022 рік є Кубів Олег Васильович.
Президентом КЛК Америки є співак Северин Палидович (Ерко), а прийняв посаду він від Юрія Попеля.

## Структура
КЛК мав філії в усій Галичині.
- Ворохта (1932)
- Станіславів (1932)
- Славськ (1932)
- Космач (1932)
- Коломия
- Нижній Березий (1933)
- Тернопіль (розташовувалася у парафіяльному домі на вул. Острозького)
- Зборів (організовано 1931 Б. Крохмалюк, О. Пригода та ін.).

До 1937 об'єднував 18 філій та було 868 членів. На початку 1939 року діяло 20 філій — 1500 членів.
За власні кошти і на пожертви у 1934 році КЛК побудував у Славську схронище (притулок, лижну базу) за проектом архітектора Олександра Пежанського, яке не пережило Другої Світової війни. На місці цієї споруди сьогодні залишились лише кам'яні сходи.